# لودویگ کوگل
لودویگ کوگل (انگلیسی: Ludwig Kögl؛ زادهٔ ۷ مارس ۱۹۶۶) بازیکن فوتبال اهل آلمان است.
از باشگاه‌هایی که در آن بازی کرده‌است می‌توان به باشگاه فوتبال مونیخ ۱۸۶۰، باشگاه فوتبال لوتسرن، باشگاه فوتبال بایرن مونیخ، و باشگاه فوتبال اشتوتگارت اشاره کرد.
وی همچنین در تیم‌های ملی فوتبال زیر ۲۱ سال آلمان و آلمان بازی کرده‌است.